# (81203) Polynesia
(81203) Polynesia (2000 FQ10) – planetoida z pasa głównego asteroid okrążająca Słońce w ciągu 4,24 lat w średniej odległości 2,62 j.a. Odkryta 23 marca 2000 roku.